# AGROVOC
AGROVOC – een letterwoord samengesteld uit Agriculture (landbouw) en Vocabulary (thesaurus) – is een meertalige, gecontroleerde thesaurus die alle aandachtsgebieden van de Voedsel- en Landbouworganisatie (FAO) van de Verenigde Naties beslaat, zoals voedsel, landbouw, tuinbouw, bosbouw en visserij. De thesaurus bestaat uit +40.000 concepten met meer dan 931.000 termen in 41 talen: Arabisch, Chinees, Duits, Engels, Frans, Hindi, Hongaars, Italiaans, Japans, Koreaans, Laotiaans, Maleis, Oekraïens, Perzisch,Pools, Portugees, Russisch, Slowaaks, Spaans, Telugu, Thais, Tsjechisch, Turks en Oekraïens. De thesaurus wordt onderhouden door een gemeenschap van taal- en vakspecialisten (editors genaamd) en wordt gecoördineerd door FAO.
FAO stelt AGROVOC beschikbaar als een RDF/SKOS-XL-schema en als een linked data-set die is gekoppeld aan zestien andere thesauri.

## Achtergrond
FAO publiceerde AGROVOC voor het eerst in de jaren tachtig van de vorige eeuw - in het Engels, Spaans en Frans - met als doel publicaties in de landbouwkunde te indexeren, vooral voor het AGRIS systeem. In de jaren negentig maakte AGROVOC de overstap van een papieren naar een digitale versie, waarbij de gegevens werden opgeslagen in een database. In 2004 vonden de eerste experimenten plaats om AGROVOC uit te drukken in de Web Ontology Language (OWL). Tegelijkertijd werd er een webgebaseerd bewerk- & workflowtool ontwikkeld, indertijd WorkBench genoemd, vandaag de dag VocBench. In 2009 werd AGROVOC omgezet in SKOS.

## Gebruikers
AGROVOC wordt gebruikt door onderzoekers, bibliothecarissen en informatiemanagers voor het indexeren, opvragen en organiseren van data in landbouwinformatiesystemen en webpagina’s. In het kader van het semantisch web komen ook nieuwe gebruikers naar voren, zoals softwareontwikkelaars en ontologiebouwers.

## Toegang
AGROVOC is toegankelijk op de volgende manieren:
- Online: Zoek[2] AGROVOC termen en browse AGROVOC hiërarchieën op de Agricultural Information Management Standards (AIMS) website.
- Download: RDF-SKOS (alleen de AGROVOC kern of AGROVOC LOD).[3]
- Live: SPARQL endpoint[4] en de AGROVOC Web services.[5]

## Onderhoud
Het AGROVOC-team, gevestigd te Rome in het hoofdkantoor van de FAO, coördineert alle activiteiten die betrekking hebben op de thesaurus. Een gemeenschap van editors en instellingen draagt zorg voor het onderhoud van de individuele taalversies. Deze gemeenschap bewerkt AGROVOC met behulp van VocBench - De Universiteit Tor Vergata ontwikkelde dit instrument om aan de criteria van de semantische web- en linked data-beweging te voldoen. Dankzij VocBench is het mogelijk AGROVOC tegelijkertijd te bewerken, o.a. door de toewijzing van flexibele rollen voor beheer, validering en kwaliteitsgarantie.  
FAO verzorgt het technisch onderhoud van Vocbench, inclusief de publicatie van AGROVOC als LOD. 

## Structuur
Alle meer dan 40.000 concepten van de AGROVOC-thesaurus zijn hiërarchisch georganiseerd onder 25 topconcepten. Deze topconcepten zijn zeer algemeen, zoals “activiteiten”, “organismen”, “locatie” en “producten”. Meer dan de helft van het totale aantal concepten (ruim 20.000) valt onder het topconcept “organismen” - een duidelijke indicatie dat AGROVOC op de agrarische sector is gericht.
AGROVOC is een RDF/SKOS-XL-conceptschema. Dit houdt een scheiding in tussen het conceptuele en terminologische niveau. De basisbegrippen voor zo'n conceptschema zijn: concepten, hun etiketten (termen) en relaties.

### Concepten
Concepten zijn alle zaken waarover we willen “praten” in ons domein. Concepten worden vertegenwoordigd door termen (etiketten). Een concept is dus een verzameling van alle etiketten die het concept vertegenwoordigen in alle talen.
In SKOS worden concepten uitgedrukt als skos:Concept, geïdentificeerd door URI's (URL). Bijvoorbeeld, het AGROVOC-concept voor maize heeft als URI: https://aims.fao.org/aos/agrovoc/c_12332.

### Termen
Termen zijn de  etiketten die een concept benoemen. Bijvoorbeeld maize, maïs, 玉米 en ข้าวโพด verwijzen allemaal naar hetzelfde concept in respectievelijk het Engels, Frans, Chinees en Hindi.
AGROVOC-termen worden uitgedrukt door de SKOS extension voor etiketten, SKOS-XL. De predicaten zijn:
skosxl:prefLabel, voor geprefereerde termen, en skosxl:altLabel, voor niet geprefereerde termen.

### Relaties
Hiërarchische relaties tussen concepten worden in SKOS uitgedrukt door de predicaten skos:broader, skos:narrower. Zij corresponderen met de klassieke thesaurusrelaties broader/narrower (BT/NT).
Niet-hiërarchische relaties drukken het idee van “verwantschap” uit tussen twee concepten. AGROVOC gebruikt de SKOS-relatie skos:related (deze correspondeert met de klassieke thesaurus RT) en een specifieke lijst relaties, genaamd Agrontology.
Het is in AGROVOC ook mogelijk om relaties tussen termen te leggen, dankzij de SKOS-XL extension van SKOS.

## Auteursrechten en licenties
De FAO heeft de auteursrechten op de inhoud van AGROVOC in het Engels, Frans, Spaans en Russisch onder een Creative Commons Attribution-NonCommercial-ShareAlike 3.0 Unported Licentie. De auteursrechten voor alle andere talen liggen bij de instellingen die verantwoordelijk zijn voor de vertaling van AGROVOC.